# Glossosphecia huoshanensis
Glossosphecia huoshanensis is een vlinder uit de familie wespvlinders (Sesiidae), onderfamilie Sesiinae.
Glossosphecia huoshanensis is voor het eerst wetenschappelijk beschreven door Xu in 1993. De soort komt voor in het Oriëntaals gebied.